# Copa de la Reina de Baloncesto 2015
La Copa de la Reina 2015  corresponde a la 53.ª edición de dicho torneo. Se celebró los días 14 y 15 de febrero de 2015 en el Pabellón Polideportivo Jorge Garbajosa de Torrejón de Ardoz.
La fase final la disputaron los tres equipos primeros clasificados al final de la primera vuelta de la liga regular de la Liga Femenina, junto al Rivas Ecópolis designado anfitrión como representante de la provincia sede.
Los equipos Perfumerías Avenida, Conquero Huelva Wagen y Spar Citylift Girona lograron la clasificación matemática para la misma a falta de 2 jornadas para la conclusión de la primera vuelta de la liga.
El sorteo de semifinales se celebró el 26 de enero de 2015 en el Ayuntamiento de Torrejón de Ardoz. Los cabezas de serie fueron Perfumerías Avenida y Spar Citylift Girona tras terminar la primera vuelta en las 2 primeras posiciones. Los emparejamientos depararon que Perfumerías Avenida se enfrentaría a Rivas Ecópolis, mientras que Spar Citylift Girona jugaría contra Conquero Huelva Wagen.

## Formato
|  | Semifinales           | Semifinales           | Semifinales           |                       |                     | Final               | Final | Final |  |
|  |                       |                       |                       |                       |                     |                     |       |       |  |
|  |                       |                       |                       |                       |                     |                     |       |       |  |
|  | Perfumerías Avenida   | Perfumerías Avenida   | 74                    |                       |                     |                     |       |       |  |
|  | Perfumerías Avenida   | Perfumerías Avenida   | 74                    |                       |                     |                     |       |       |  |
|  | Rivas Ecópolis        | Rivas Ecópolis        | 47                    |                       |                     |                     |       |       |  |
|  | Rivas Ecópolis        | Rivas Ecópolis        | 47                    |                       | Perfumerías Avenida | Perfumerías Avenida | 66    |       |  |
|  |                       |                       |                       |                       | Perfumerías Avenida | Perfumerías Avenida | 66    |       |  |
|  |                       |                       | Conquero Huelva Wagen | Conquero Huelva Wagen | 62                  |                     |       |       |  |
|  | Spar Citylift Girona  | Spar Citylift Girona  | Conquero Huelva Wagen | Conquero Huelva Wagen | 62                  | 69                  |       |       |  |
|  | Spar Citylift Girona  | Spar Citylift Girona  |                       |                       |                     | 69                  |       |       |  |
|  | Conquero Huelva Wagen | Conquero Huelva Wagen | 70                    |                       |                     |                     |       |       |  |
|  | Conquero Huelva Wagen | Conquero Huelva Wagen | 70                    |                       |                     |                     |       |       |  |
|  |                       |                       |                       |                       |                     |                     |       |       |  |

### Final
| 15 de febrero de 2015 | Perfumerías Avenida                                    | 66–62                               | Conquero Huelva Wagen                                      | Torrejón de Ardoz |  |
| 15:45                 | Parciales: 17–18, 20–15, 9–20, 20–9                    | Parciales: 17–18, 20–15, 9–20, 20–9 | Parciales: 17–18, 20–15, 9–20, 20–9                        | |  |
|                       | Estadísticas Robinson 20 Režan 15 Xargay 5 Robinson 27 | Reporte Pts Reb Asts Val            | Estadísticas Davis 15 Pascua 7 Asurmendi, Elonu 4 Elonu 15 | Pabellón: Pabellón Jorge Garbajosa Asistencia: 2500 espectadores Árbitros: Gómez López, Zafra Guerra Televisión: Teledeporte |  |

| Ganadoras de la Copa de la Reina 2015 |
| ------------------------------------- |
| Perfumerías Avenida 5º título         |